# Мышегодское княжество
Мышегодское княжество — одно из Верховских княжеств, удел Тарусского княжества, существовавший в XIV—XV веках.

## История княжества
Мышегодское княжество образовалось при выделении из Тарусского княжества в 1270 году. Многие авторы вплоть до конца XIX века, признавая за князьями Мышецкими давность их происхождения, не рассматривали вопрос об их происхождении, хотя по официальной версии — князья Мышецкие считаются выходцами из маркграфства Мейсен. Согласно семейной легенде, основателем рода считается князь Андрей Иванович, в 1409 году перешедший на службу к Василию I Дмитриевичу. Однако современные историки склонны к другой теории происхождения князей Мышецких — от Михаила (третьего сына князя Юрия Михайловича). О истории княжества известно немногое: в середине XIV века княжество попало в зависимость от Великого княжества Литовского, но уже к началу XV века Мышегодский удел перешёл под русское подданство. И всё же независимость княжества продолжалось недолго — уже в 1488 году оно вошло в состав Великого княжества Московского.

## Князья Мышегодские
- Андрей Иванович (кон. XIV в. — 1420) , князь Мышегодский
- Александр Фёдорович (ок. 1420—1460), князь Мышегодский
- Иван Александрович (ок. 1460—1488), князь Мышегодский